# 新潟県道18号燕地蔵堂線
新潟県道18号燕地蔵堂線（にいがたけんどう18ごう つばめじぞうどうせん）は、新潟県燕市を通る県道（主要地方道）である。

## 概要

### 路線データ
- 起点：燕市秋葉町1丁目（燕橋交差点、国道289号・新潟県道44号新潟燕線交点）
- 終点：燕市笈ケ島（新潟県道374号五千石巻新潟線交点）

## 歴史
- 1993年（平成5年）5月11日 - 建設省から、県道燕地蔵堂線が燕地蔵堂線として主要地方道に指定される[1]。

## 地理

### 通過する自治体
- 燕市

### 交差する道路

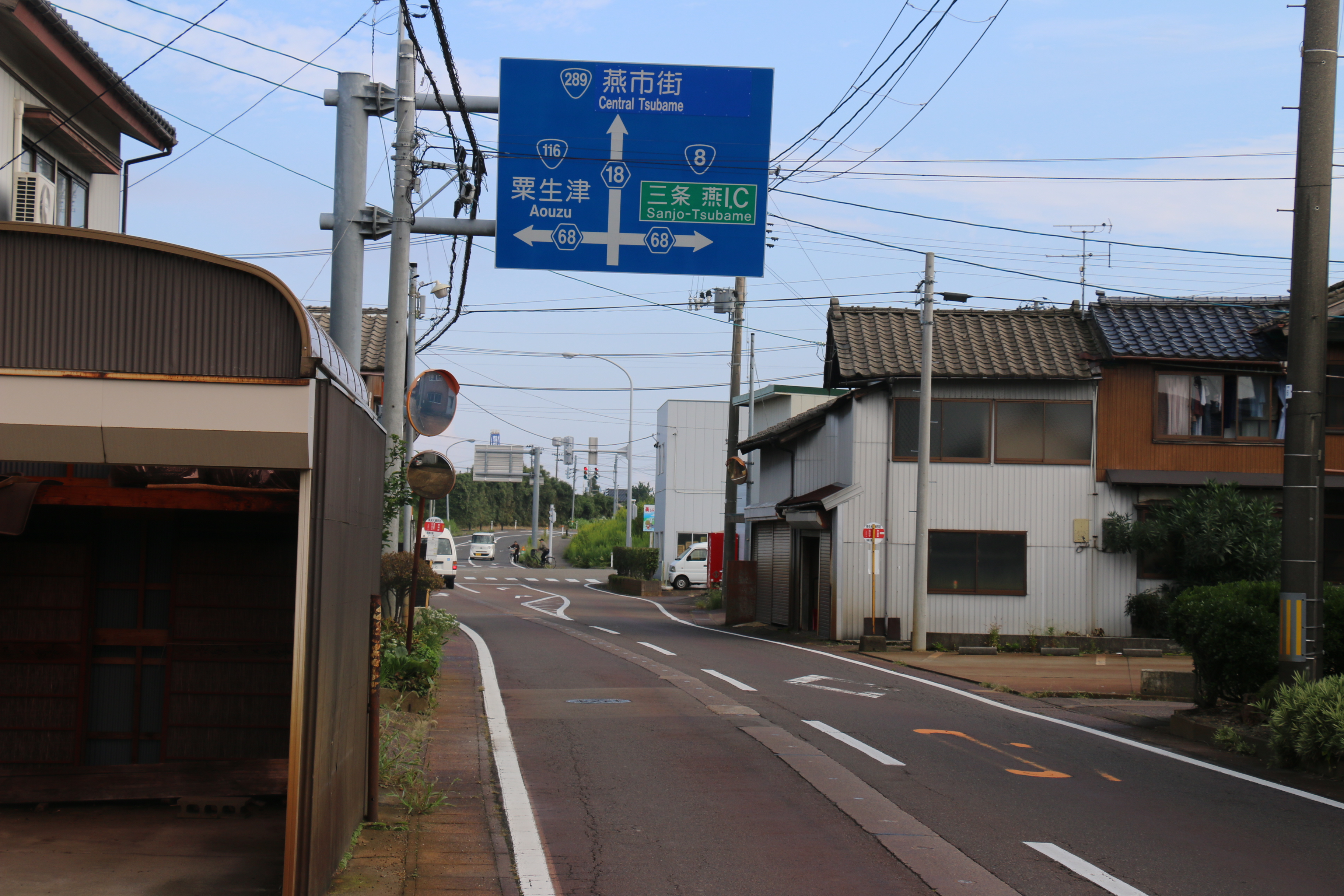
県央大橋西詰交差点付近

- 国道289号・新潟県道44号新潟燕線（燕市水道町1丁目・水道町交差点、起点）
- 新潟県道68号燕分水線（燕市大曲・大曲交差点）
- 新潟県道260号三条八王寺線（燕市八王寺・八王寺交差点）
- 新潟県道459号桜町小池線（燕市小池）
- 新潟県道256号分水栄線（燕市熊森）
- 国道116号（燕市笈ケ島・笈ケ島交差点）
- 新潟県道374号五千石巻新潟線（燕市笈ケ島、終点）